# Liechtenstein a 2004. évi nyári olimpiai játékokon
Liechtenstein a görögországi Athénban megrendezett 2004. évi nyári olimpiai játékok egyik részt vevő nemzete volt. Az országot az olimpián 1 sportágban 1 sportoló képviselte, aki érmet nem szerzett.

## Sportlövészet
Férfi

| Versenyző        | Versenyszám | Selejtező | Selejtező | Döntő   | Döntő    |
| Versenyző        | Versenyszám | Pont      | Helyezés  | Pont    | Helyezés |
| ---------------- | ----------- | --------- | --------- | ------- | -------- |
| Oliver Geissmann | Légpuska    | 591       | 22.*      | kiesett | kiesett  |

* - egy másik versenyzővel azonos időt ért el